# Ivóvízhiány

Vízpazarlás

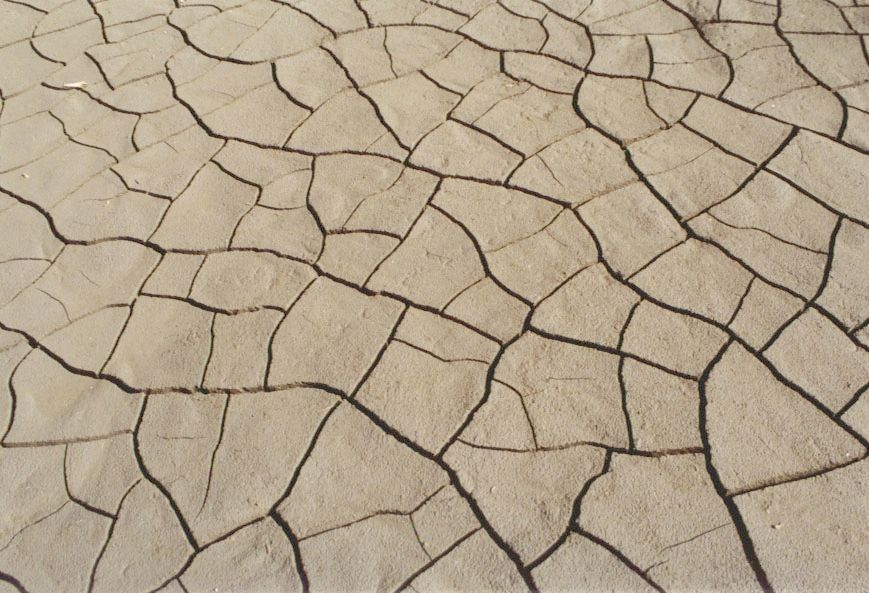
Kiszáradt tómeder az oroszországi Altaj-hegységben

Az ivóvízhiány az a világméretű jelenség, amikor az emberi társadalom édesvíz-igénye meghaladja a rendelkezésre álló mennyiséget. "Egy ENSZ-jelentés szerint a világon hat emberből egynek nem jut tiszta ivóvíz" – Jin Zindell. A Föld vízkészleteinek csupán 2%-a iható, öntözhető édesvíz. Az egész világon egyre jelentősebb az ivóvíz felhasználásának mennyisége. A vízhiányos országok lakossága – tanulmányok szerint – 2025-re az ezredfordulós közel fél milliárdról 3 milliárdra nőhet. (Afrikát és Dél-Ázsiát érinti a probléma mindenekelőtt). A sótalanítás lehet az ivóvíz előállítás egyik módja, a WWF azonban figyelmeztet az üzemekkel kapcsolatban fellépő problémákra.
2006-ban a mezőgazdaság felelős a globális vízfogyasztás mintegy 80%-áért. Más forrás 69%-ra teszi a mezőgazdaság vízigényét a globális felhasználáshoz képest. 1950 óta megháromszorozódott az öntözésre használt víz mennyisége. A földek öntözésére úgynevezett csepegtető technikát alkalmaznak a világ több pontján, így a víz fele, harmada elegendő. Az öntözés drasztikusan csökkenti a talajvíz szintjét (Afrika, Kína, India, Mexikó, Ausztrália). Borúlátó előrejelzések szerint nemsokára abszolút vízhiány várható 17 közel-keleti országban, valamint Dél-Afrikában, Pakisztánban, India nyugati és déli részén, illetve Észak-Kínában. A 2007-es IPCC előrejelzése szerint 2020-ra 75-250 millió afrikai szenved majd vízhiányban, 2080-ra 2,3 milliárdan nem jutnak majd ivóvízhez.[forrás?] A globális éghajlati fordulópont 2015-ben következik be ha nem történik radikális csökkentés az üvegházhatású gázok kibocsátást illetően. A szennyvíz megfelelő kezelésével az felhasználható később öntözésre. Az eljárás költséges, ráadásul veszélyes is, a nehézfémek és a mikroorganizmusok miatt folyamatos ellenőrzés alatt végezhető.

## Magyarország
Magyarországon évek óta egyre kevesebb csapadék hullik.
Láng István akadémikus, a (Vahava-projekt vezetője) kijelentette, hogy: „az ivóvíz az egész világon kritikus tényezővé vált”. Ennek ellenére Magyarországon a felszín alatti vízkészletek éves utánpótlása kétmilliárd köbméter, elmondható, hogy a rendelkezésre álló készletek jelentősen meghaladják a fogyasztást. Viszont egyes források azt erősítik meg, hogy a magyarországi ivóvízkészletek jelentős mértékben váltak szennyezetté.
Az Országos Meteorológiai Szolgálat jelentése szerint 2006. szeptember 1. és április vége között az átlagos csapadékmennyiségnek csupán 40%-a hullott le.
2007. június 13-án még 100%-os tulajdonnal bír a magyar állam a Tiszamenti Regionális Vízmű Zrt.-ben, 90%-os részesedéssel a Dunamenti Regionális Vízműben, 91,74%-os részesedéssel bír az Észak-dunántúli Regionális Vízmű Zrt.-ben.
Papp Mária, a Magyar Vízközmű Szövetség főtitkára is figyelmeztetett a helyzet súlyosbodására. [forrás?]
Érd és Térsége Vízközmű Kft. (ÉTV) privatizációja botrányba torkollott. Veolia Víz Magyarország Kft.
A Dráva vizét Kínába tervezték vinni: a World Global Waters Company kétmilliárd forintos beruházásba kezdett volna a somogyi Vízváron, ahonnan 2007 októberében kezdődött volna el az ivóvíz elszállítása. Ez a beruházás végül nem valósult meg, a céget felszámolták.
Magyarországon jelenleg[mikor?] a szennyvíz harminc százaléka kerül vissza a természetbe tisztítatlanul vagy csak mechanikai úton megtisztítva, de ez az arány a Budapesti Központi Szennyvíztisztító Telep üzembe helyezésével tízszázalékosra csökken majd.[mikor?]
Az új vagyontörvény a regionális vízközműveket kivonja a tartósan állami tulajdonban maradó cégek köréből. Ezért a Védegylet nyílt levélben fordult Fodor Gábor, környezetvédelmi és vízügyi miniszterhez. A Védegylet arra kéri az ágazat irányítóját, hogy mielőbb szülessen meg a magánszektor bevonását
szabályozó, a hozzáférést, az elérhetőséget és a minőséget garantáló vízközmű-törvény és vízközmű-hatóság.

## Külföld
Az ivóvízhiány egyes szomszédos országok közötti konfliktusokhoz vezet.
Izrael, India és Banglades vitája, Egyiptom vize főleg Szudántól és Etiópiától függ. 2007-ben katonai összecsapásokhoz vezetett az afrikai Csád-tó száradása, mely Darfuri konfliktusként ismert.
India fővárosában, Delhiben 2015-re várhatóan teljesen elfogy az ivóvíz. A talajvízért 1977-ben még csak 6 méter mélyre kellett leásni. 1983-ban 10-20 méteres mélységben lehetett vizet találni, voltak már azonban olyan pontjai a városnak, ahol 35 méteres mélységbe kellett leásni a vízért. A 15 millió lakos nagy része el fog vándorolni oda, ahol van víz.
A Zambézi folyón a Dél-afrikai Köztársaság, Botswana, Namíbia és Angola osztozik illetve marakodik.

### Afrika
Etiópia, Szudán lakossága növekvő mértékben fogyasztja az ivóvizet. Elképzelhető, hogy Szudán meg Etiópia annyira elhasználja a folyót, hogy Egyiptomnak már nem jut elég víz. 1991-ben Egyiptom bejelentette, hogy kész katonai beavatkozás árán is megvédeni jogát a Nílus vizére.
Angola, Namíbia és Botswana az Okavango folyó vízén vitázik.

### Kína
2007 tavaszán Kína egyes északi területein (Kanszu (Gansu), Hopej (Hebei), Honan (Henan) és Liaoning (Liaoning) tartományok) a globális felmelegedés következtében ivóvízhiánnyal küzdenek. Az ivóvíz hiánya öt millió kínait, 11 millió hektárnyi termőterületet és 4,8 millió jószágot érint. Közel 200 kisebb mesterséges víztározó száradt ki. Kína nem tudja és nem is kívánja csökkenteni az üvegházhatású gázok kibocsátását. Sárga-folyó volt hogy háromnegyed évre kiapadt.
India és Kína határterületén lévő Brahmaputra folyó elterelése is feszültséget okoz az indiaiaknak.

### Ausztrália
Tim Flannery Időjárás-csinálók című könyvében olvashatunk részletesen az ausztrál helyzetről. 2007-ben Ausztrália területeit is erősen érintette a globális felmelegedési válság. Ausztrália miniszterelnöke, John Howard nem írta alá a kiotói jegyzőkönyvet 2005-ben, pedig a lakosság 79%-a helyeselné az elfogadást. Üres ígéreteket hangoztatnak a világ kormányai, erre példa az az ígéret, hogy 75 millió amerikai dollárt költene az ausztrál kormány a felmelegedés ellen.
Perth-nek, az ausztráliai közel kétmilliós városnak (negyedik legnagyobb város a kontinensen) ivóvízhiánnyal kell számolnia. 2007-ben egy tanulmány arról számol be, hogy évente 300 gigaliter vizet fogyaszt a város. A Murray folyó egyre erősebben apad, egyes források már a teljes kiszáradásáról írnak.
Brisbane ausztrál város vízellátása egyre nehézkesebb, 2009-re kiszárad az úgynevezett Brisbane's main Water supply.
Az ausztráliai kormány tengervíz édesvízzé alakítását végző üzemet is telepített már, teljes átadását 2011-re tervezik. Lásd: sótalanítás[forrás?]

### Törökország
2007. augusztus 1-jétől két napon keresztül egyáltalán nem volt víz Ankarában (5 millió lakos) és Isztambulban (11 millió lakos). A szigorú korlátozás oka, hogy alig van víz Törökországban. A tározókban 4%-ra esett vissza a vízkészlet. Ankara főpolgármestere, Melih Gökcek a hónapok óta tartó rendkívüli szárazsággal és a téli kevés hóval magyarázza a vízhiányt. 12 napon keresztül vízkorlátozás volt érvényben Ankarában. Ankara északi kerületeiben 2007. augusztus 1-2-án, 5-6-án, 9-10-én, illetve az ezt követő kétnapos ciklusokban, míg a főváros déli részén augusztus 3-4-én, 7-8-án, 11-12-én nem volt víz.
Hasonló helyzet alakult ki az Égei-tenger partján is. "A török hatóságok azt mondták: a korlátozás legfeljebb 5 hónapig lesz érvényben. A helyzet javulásához komoly esőzésre lenne szükség." Ankara és Isztambul lakosságát felszólította a polgármesterük, hogy menjenek vidékre, amíg az ivóvízhiány tart.
Törökország gátakkal próbál vízhez jutni, így Szíria és Irak nem jut elég ivóvízhez.

### Szíria
Szíria és Irak attól szenved, hogy Törökország gátat épített a Tigrisre és az Eufráteszre.
A Délkelet-Anatólia projekt (GAP) keretén belül Törökország három gátat hozott létre, többek között a 48,7 milliárd köbméter kapacitású Atatürk gátat. További két gátat építenek 2010-ig. A tisztán szír Kabur folyó vizét is a törökök vezetik el.

### Jordánia
Jordánia, amelynek Izraellel és Szíriával kell osztozkodnia a Jordán folyó vízgyűjtőmedencéjén, vádolja Szíriát, hogy túl sok vizet használ a két ország határán folydogáló Jarmuk folyóból.

### Görögország
Görögországban a csapvíz sok helyen nem elég tiszta. 2007. augusztus 1-jén a Kükládok szigetcsoport Kímolosz szigetén kiapadtak a tiszta ivóvízforrások.

## További információk

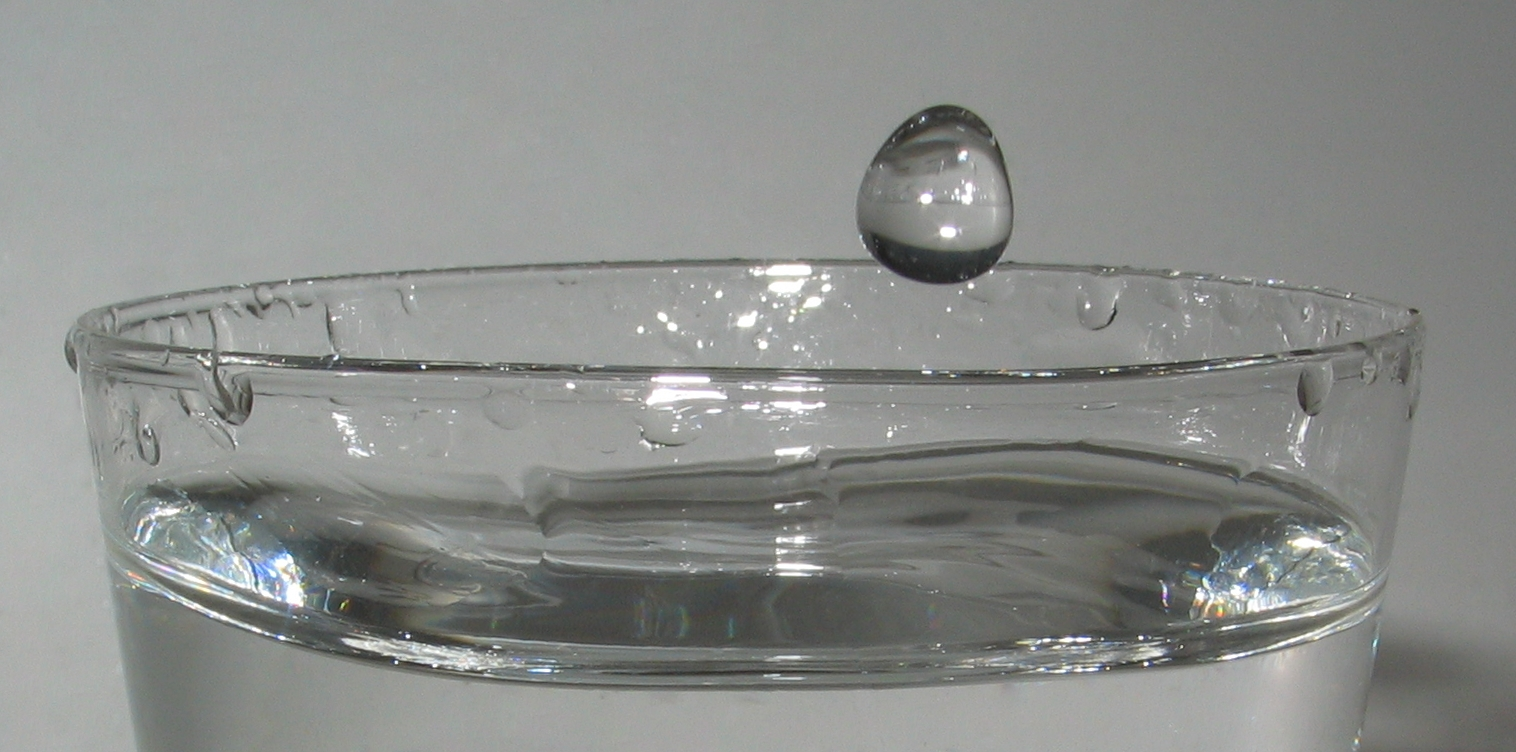

## Statisztikák

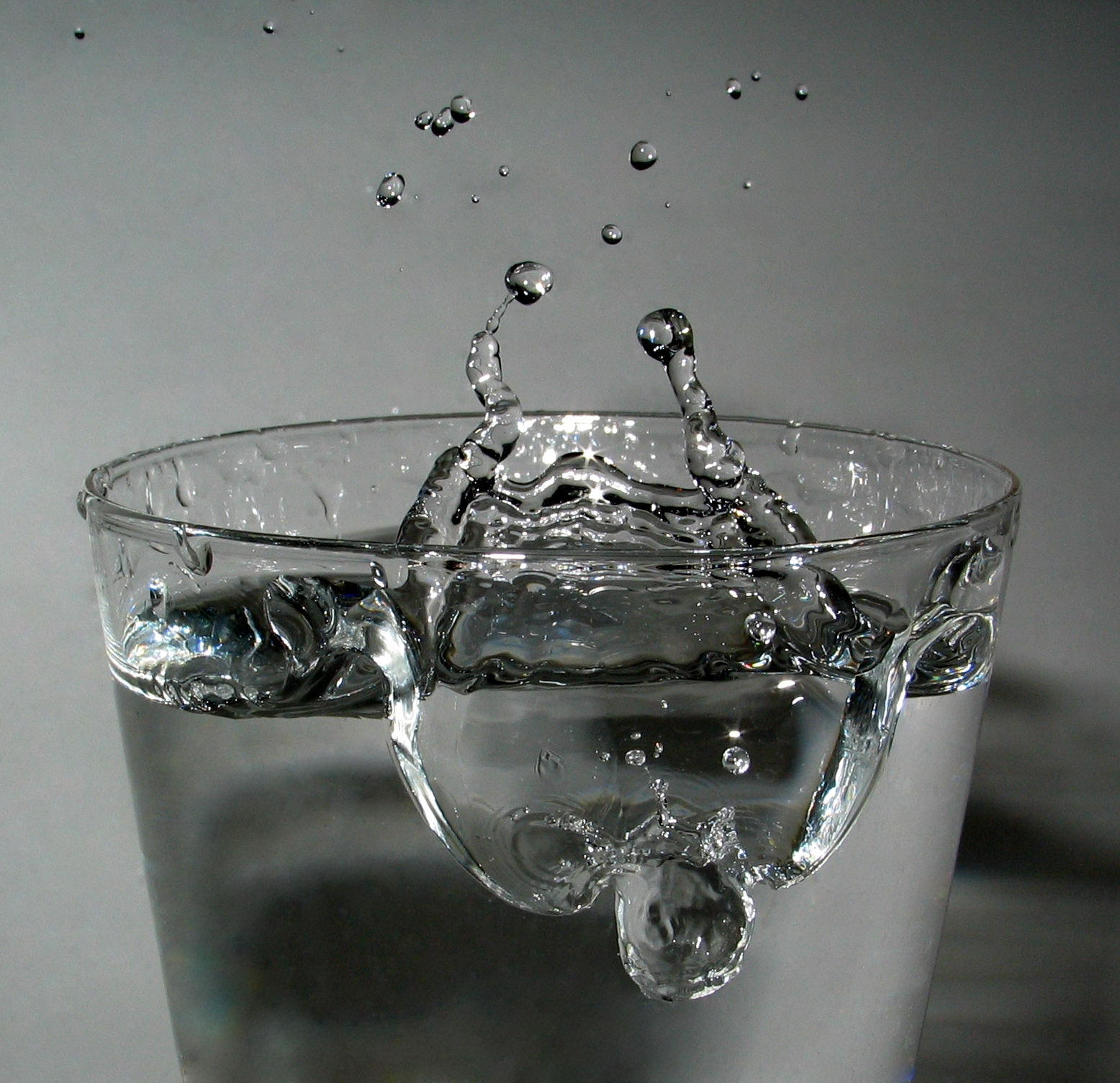
A víz ára emelkedik, ahogy csökken a globális víztartalékok mennyisége

Egy köbméter víz ára:
- 0,70 $ – New York (2003)
- 1,80 $ – London
- 2,92 $ – Manila
- 5,50 $ – Barranquilla, Kolumbia

Egy főre jutó vízmennyiség (liter) naponta (2007):
- 573 l – USA
- 385 l – Olaszország
- 250 l – Svájc
- 150 l - EU
- 130 l – Németország
- 110 l - Magyarország
- 87 l – Kína
- 10 l – Mozambik